# Grande Charte champenoise
La « Grande Charte champenoise » est un acte émanant de Guillaume de Champeaux, évêque de Châlons-en-Champagne, en 1114, et adressé à Bertrand, abbé de Saint-Pierre-aux-Monts. Il a été souscrit par Rainaud, chancelier de l'église Saint-Étienne, avec le seing des archidiacres Odon et Elbert, du doyen Odon, du trésorier Roger, du chantre Warnier, des prêtres Pierre, Agéric, André, Henri et Milon, des diacres Ursion, Dodon, Jean, Raoul, Roger et Warnier, des sous-diacres Widon, Hugues, Étienne, Odon et Anscher, et des acolytes Hymar, Albert et Étienne.
Par cet acte, il confirme les possessions agricoles et viticoles de l'abbaye de Saint-Pierre-aux-Monts, à Châlons. Presque tous les domaines cités dans cet acte font actuellement partie de la Champagne viticole, depuis Vitry-le-François jusqu'au Soissonnais, en passant par Hautvillers, la Montagne de Reims et la Côte des Blancs. Dans ces domaines, les moines ont planté et cultivé la vigne, donnant ainsi naissance au prestigieux vignoble de Champagne. En particulier, c'est à l'abbaye Saint-Pierre d'Hautvillers que, quelques siècles plus tard, est inventée la méthode de champagnisation.
À juste titre, cette charte est considérée comme l'acte fondateur du vignoble champenois. L'appellation « grande charte champenoise » lui a été donnée dès le XVIIIe siècle ou avant.
L'original, écrit sur parchemin, a disparu au cours du XVIIIe siècle, mais le texte est encore connu par une copie conservée aux Archives départementales de la Marne.

## Toponymie
La « Grande Charte champenoise » cite environ quatre-vingts noms de lieux, répartis dans toute la Champagne, dans l'ordre suivant :
Saint-Alpin, Saint-Germain, Saint-Martin, Recy, Somme-Vesle, Mairy, Soulanges, Saint-Lumier, Dongrève, Éclaron, Rosay, Vavray, Chennevières, Givry, Possesse, Gizaucourt, Bussy, Champagne, Togny, Sogny, La Neuville, Bronne, Glacourt, Vinets, Braucourt, Vieux-Saint-Martin, Vitry, Reims, Lisse, Saint-Lumier, Sogny, Vavray, Bassu, Bréban, Meix-Tiercelin, Oger, Braucourt, Rosay, Courtisols, Coupetz, Sarry, Écury, Mesnil, Fagnières, Pocancy, Vraux, Togny, Huiron, Vésigneul, Chaintrix, Cheniers, Aÿ, Pringy, Poix, Francheville, Coupetz, Sainte-Marie-aux-Ormes, Sommesous, Minecourt, Saint-Mard, Chennevières, Saint-Amand, Bignicourt, Saint-Éleuthère, Saint-Sindulfe (Hautvillers & Cumières), Colombière, La Cheppe, Somme-Yèvre, Marson, Châlons, Arcy, Dhuizel, Ansoint, Saint-Hilaire près d'Huiron, Mairy.
Pour beaucoup de ces noms de lieux, cette charte est le plus ancien document écrit qui les mentionne.

## Les vignobles
Les moines de Saint-Pierre-aux-Monts, confirmés dans la possession de ces nombreux domaines, ont planté et cultivé la vigne dans les terroirs les plus adéquats. On retrouve la quasi-totalité de ces domaines dans l'actuelle Champagne viticole. Il faut citer, entre autres, comme faisant partie de la « zone de production » :
- terroir « Grande vallée de la Marne » : Saint-Sindulphe (Hautvillers & Cumières), Aÿ ;
- terroir « Montagne de Reims » : Saint-Éleuthère ;
- terroir « Côte des Blancs » : Oger, Mesnil ;
- terroir de Vitry-le-François : Bassu, Lisse-en-Champagne, Saint-Amand-sur-Fion, Saint-Lumier-en-Champagne, Rosay (Val-de-Vière), Vavray, Vitry-en-Perthois ;
- dans les communes nouvellement admises dans l’AOC : Soulanges et Huiron.

## Histoire
La « grande charte champenoise » a été soigneusement conservée dans les archives de l'abbaye Saint-Pierre, d'abord à Châlons, puis à Hautvillers. Si elle venait à se perdre, la propriété agricole et viticole des moines pouvait être remise en question. D'après la légende, elle était présentée à l'abbé lors de son élection, pour que la mémoire en soit ravivée. L'abbé devait jurer de la respecter et de conserver les domaines. Henri IV, qui aimait le vin d'Aÿ, l'aurait vue quand il est passé en Champagne. Une copie conforme a été faite pour l'abbaye Saint-Pierre d'Hautvillers : au cours des siècles, cette abbaye a acquis de l'abbaye Saint-Pierre de Châlons une partie des domaines confirmés par cette charte, son intérêt était donc d'avoir une copie de cet acte si important pour la propriété des vignobles et des terres. Cette charte existait encore dans les archives d'Hautvillers au XVIIe siècle, du temps de frère Oudart et de dom Pérignon. Elle a disparu au cours du XVIIIe siècle, à l'époque où le recrutement monastique se raréfiait. Depuis, personne n'a pu retrouver sa trace, elle a probablement disparu à tout jamais. Le texte est connu uniquement par une copie.